# To nie przyjaźń tylko miłość
To nie przyjaźń tylko miłość – polska piosenka, subtelna ballada, powstała w 2013 roku. 
Autorem tekstu jest Marzanna Zrajkowska, utwór został wykonany przez zespół Classic. 
W 2013 roku za tę piosenkę zespół otrzymał podczas XVIII OFMT w Ostródzie nagrodę Grand Prix.  Został nagrany teledysk.